# La Courneuve - Six Routes metróállomás
A La Courneuve - Six Routes egy tervezett metróállomás Franciaországban, Párizsban a párizsi metró 16-os és 17-es metróvonalán. Tulajdonosa és üzemeltetője a RATP lesz.

## Metróvonalak
Az állomást az alábbi metróvonalak érintik:
- 16-os metróvonal
- 17-es metróvonal

## Kapcsolódó állomások
A metróállomáshoz az alábbi állomások vannak a legközelebb:
- Le Bourget RER (Noisy - Champs, 16-os metróvonal)
- Saint-Denis Pleyel (Saint-Denis Pleyel, 16-os metróvonal)
- Le Bourget RER (Le Mesnil-Amelot, 17-es metróvonal)
- Saint-Denis Pleyel (Saint-Denis Pleyel, 17-es metróvonal)